# 精神安定剤

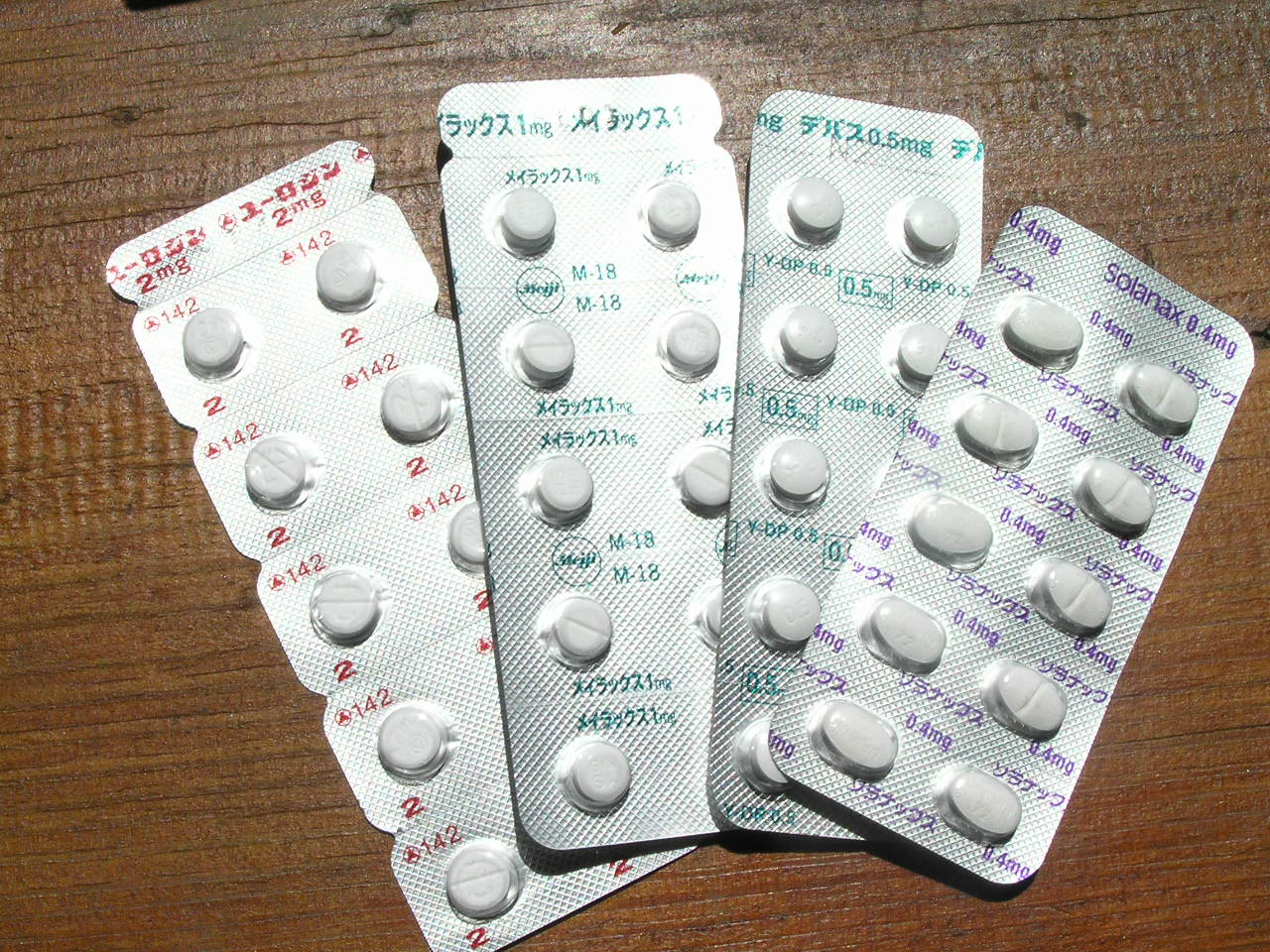
ベンゾジアゼピン系精神安定剤（代表的な精神安定剤 左からユーロジン、メイラックス、デパス、ソラナックス）

精神安定剤（せいしんあんていざい、Tranquilizer）は、現代的な呼び方では抗不安薬に相当する向精神薬の一種である。当初トランキライザーの語が精神障害に有効な薬を指して使われ、1958年には静穏剤の訳語も紹介された。1960年代にベンゾジアゼピン系の薬剤が登場しトランキライザーと呼ばれるようになり、次第に神経症の不安に有効なものをマイナートランキライザー、抗精神病作用のある薬をメジャートランキライザーと呼ぶようになった。
古い呼称であり現在では、トランキライザーやマイナートランキライザーではなく抗不安薬、メジャートランキライザーではなく抗精神病薬と呼ぶことが一般的である。またこれらが登場する1950年代半ばまでは、精神医療の薬物療法としては使われたのは、もっぱら鎮静剤、催眠剤である。
これらの薬は脳に直接作用する特徴をもつ。医師の処方箋無しでは入手できない。また、医薬品医療機器等法及び麻薬及び向精神薬取締法により厳しく規制されている。また、これらの薬は乱用すれば、依存や正常な脳に非可逆的なダメージを与えることになる。

## 用語の歴史
チバ社のF・F・ヨンクマンがこのトランキライザーという用語を造語し、レセルピンの作用をあらわすのに1939年に用いた。カーターウォレス社で筋弛緩薬の研究を行っていたフランク・バーガーが鎮静作用の強い物質を発見し、トランキライザーの用語を用いた。
1950年代後半に入って非バルビツール酸系のメプロバメートなどがトランキライザーとして登場した。
諸外国では1950年代に抗精神病薬やバルビツール酸系しかなかった当初はこれらをトランキライザーと呼んだ。日本でもそうした薬剤はトランキライザーとして紹介された。1958年、薬理学者の熊谷洋らが『トランキライザー-静穏剤』を出版し、静穏剤と訳した。
1960年代にベンゾジアゼピン系の薬剤が登場しトランキライザー（精神安定剤）と呼ばれるようになり、対比するように、抗精神病薬はメジャートランキライザーと呼ばれるようになった。アタラシックも精神安定剤とほぼ同義の言葉である。
抗精神病作用のある薬をメジャートランキライザー、神経症の不安に有効なものをマイナートランキライザーと呼ぶようになった。

## 歴史
1950年代から、アメリカ合衆国では精神障害だけでなく、トランキライザーは市販され家庭の主婦向けにも販売されていた。1955年にはアメリカでメプロバメートがミルタウンやエクワニルといった商品名で販売され「トランキライザー〔ママ〕」として反響を呼び大衆のブームとなる。ミルタウンの出現に目を付けたスイスのホフマン・ラ・ロシュ社はそうした薬の開発を指示しており、1957年のクロルジアゼポキシドの発見につながり、これは初のベンゾジアゼピン系のトランキライザーであり、1960年2月にリブリウムの名で発売された。
1957年初頭に日本でも販売されるようになった。それはメプロバメートでありアトラキシン、またエリナ、ハーモニンなどの商品名で約20種類が市販された。1960年代初頭には異なるトランキライザーとして、クロルジアゼポキシドがコントール、バランスという商品名で発売された。これらは「トランキライザー〔ママ〕」として、数多くの新聞広告がなされ、日常のストレスを軽減する、作業能率を上げるなどと宣伝された。
世界保健機関による薬物の専門委員会の1957年の、報告書でも静穏剤（Traquilizing Drug）、アタラシックなどが非常に急速に使用量が増えて、バルビツール酸系と似た離脱症状が生じているという報告がなされている。メプロバメートは、アメリカでは1956年、日本でも1959年には依存性の警告がなされ、医療機関では使用を控えるようになる。1959年に厚生省保険局が乱用や依存の危険性のため、メプロバメートを「使用制限通牒」の対象としたが、一般の新聞などでの警告記事はなく医療関係者以外には伝わらなかった。新聞でも1965年には、全身痙攣などの離脱症状を引き起こす「精神安定剤〔ママ〕」の常用について喚起されることも起きてきた。
睡眠薬の乱用が問題になり、1961年には薬事法による習慣性医薬品の指定が行われ、メプロバメートなど一部が指定された。
イソミンという睡眠薬の成分サリドマイドに催奇形性があることから1962年に厚生省が製造販売の中止を勧告するなど、国内外で医薬品の副作用が社会問題化し、日本では1967年に医療用医薬品の一般広告を禁止した。1971年の中央薬事審議会の医薬品安全対策特別部会にて、添付文書などへの注意事項の追加を決定し、メプロバメートなど含む精神安定剤21種類に対して、服用によって注意散漫となるため「自動車の運転など危険を伴う機械操作につかせない」といった記載がなされるようになった。
先の習慣性医薬品の措置は形骸化しており、処方箋や医師の指示が必要という不明確な通達のためであり、1970年代の国会でもいまだ青少年による乱用について話し合われ、1971年にもメプロバメートはいまだ市販状態で手に入った。これについて新聞でも記事が書かれ、1971年12月27日に、厚生省は精神安定剤すべてを指定医薬品に指定した。
ロシュ社は1963年には別のベンゾジアゼピン系であるジアゼパムをヴァリウムの商品名で市場に出した（日本ではセルシン、ホリゾン）。ベンゾジアゼピンは1960年代のアメリカでもっとも処方される薬剤となり、1969年には姉妹商品のリブリウムの売り上げを追い越し1位となった。次第に乱用や、離脱症状による依存の問題が明らかとなり、1980年にはヴァリウムは処方された医薬品の32番目まで低下した。
乱用のおそれのある物質を管理下に置く目的の、1971年の国際条約である向精神薬に関する条約には、日本は1990年に批准しており遅れた理由は条約の付表III-IVの規制の難しさである。条約の付表III-IVは、バルビツール酸系やベンゾジアゼピン系が多く含まれる。
その後に欧米では1970年代にベンゾジアゼピン系の薬剤の依存性が問題になり、抗うつ薬が売り出された。
イギリスでは、1988年にはすべての臨床医に対して、ベンゾジアゼピン系を4週間を超えて使用すべきではないというガイドラインが送られた。2011年には、イギリスの「望まないトランキライザー依存の超党派議会」(All Party Parliamentary Group on Involuntary Tranquilliser Addiction:APPGITA)は、約150万人がベンゾジアゼピンに依存していると推定している。英国放送協会(BBC)が取り上げた一人の男性は、トランキライザーのベンゾジアゼピンを8歳の時に処方され、50歳となった今も薬を中断した際の症状のため、薬をやめることができないことを取り上げている。

## メジャートランキライザー
近年では抗精神病薬と呼ばれ、定型抗精神病薬と、非定型抗精神病薬とが存在する。後者が新しい。
これらは直接脳の中枢に働き、主に脳のドーパミンD2受容体やセロトニン受容体を遮断し、ドーパミンの分泌を抑える。効能は主に統合失調症である。注意すべき点は、多くが劇薬であり、副作用も強いことである。
代表的な副作用としては、眠気、注意力の低下、めまい、ふらつき、手足の痺れ、体重増加、依存などである。また、重大な副作用として、大脳基底核（線状体）のドーパミン受容体（D2受容体）をもブロックしてしまうのでパーキンソン症候群を引き起こしたり、ごく稀ではあるが悪性症候群を起こすことがある。

## マイナートランキライザー
近年では抗不安薬と呼ばれる。主に、脳に直接働きかけ、脳のリラックス系の神経受容体「BZD受容体」に結合することで、不安を和らげたり、気分を落ち着ける精神安定剤である。主にベンゾジアゼピンがある。
非常に多くの種類があるが、薬剤によって抗不安作用、催眠作用、筋弛緩作用の強さが異なり、またその効き目の持続時間や強さにより、いろいろな種類が使い分けられる。また、効能も至って広域で、内科や産婦人科でも処方されることがある。
主な副作用としては眠気や注意力の低下、脱力、依存症、離脱症状などが上げられる。多くは麻薬及び向精神薬取締法にて取扱いの諸注意が規定されている。